# Martin Hejl
Martin Hejl (* 10. října 1980 Litoměřice) je český architekt, teoretik a pedagog.

## Biografie
V roce 2006 absolvoval Fakultu architektury Technické univerzity v Liberci. V roce 2007 pracoval v architektonickém studiu BIG. Od roku 2008 do roku 2012 působil v holandském architektonickém studiu OMA (Office for Metropolitan Architecture).
V roce 2013 přednášel na Technické univerzitě v Liberci a pražské univerzitě Archip. Je spoluzakladatelem architektonického studia Kolmo, které založil společně s Lenkou Hejlovou. V roce 2014 spoluzaložil multimediální studio Loom on the Moon.
V roce 2014 byl kurátorem československého pavilonu 14. biennale architektury v Benátkach.

## Dílo
2x100 mil. m2, Martin Hejl & Coll., 2014, ISBN 978-80-260-6127-4